# Дзержинский (Чечерский район)
Дзержинский (бел. Дзяржынскі) — посёлок в Нисимковичском сельсовете Чечерском районе Гомельской области Беларуси.
На западе, севере и востоке граничит с Чечерским биологическим заказником.

## География

### Расположение
В 25 км на северо-восток от Чечерска, 62 км от железнодорожной станции Буда-Кошелёвская (на линии Гомель — Жлобин), 80 км от Гомеля.

### Гидрография
На реке Покать (приток реки Сож).

## Транспортная сеть
Транспортные связи по просёлочной, затем автомобильной дороге Полесье — Чечерск. Планировка состоит из короткой прямолинейной меридиональной улицы, застроенной деревянными усадьбами.

## История
Основан в начале 1920-х годов на бывших помещичьих землях переселенцами из соседних деревень. В 1930 году организован колхоз. 4 жителя погибли на фронтах Великой Отечественной войны. Согласно переписи 1959 года в составе совхоза «Сож» (центр — деревня Сидоровичи).
С 1 июня 2006 года в Нисимковичском сельсовете (до 31 мая 2006 года в Полесском сельсовете).

## Население

### Численность
- 2004 год — 11 хозяйств, 23 жителя.

### Динамика
- 1959 год — 63 жителя (согласно переписи).
- 2004 год — 11 хозяйств, 23 жителя.